# میلووان میلوویچ
میلووان میلوویچ (صربی: Milovan Milović؛ زادهٔ ۲۴ اکتبر ۱۹۸۰) بازیکن سابق و مربی فوتبال اهل صربستان است.
از باشگاه‌هایی که در آن بازی کرده‌است می‌توان به باشگاه فوتبال وویوودینا، باشگاه فوتبال دینامو تیرانا، باشگاه فوتبال بئوگراد، و باشگاه فوتبال پارتیزان اشاره کرد.
وی همچنین در تیم ملی فوتبال صربستان بازی کرده‌است.